# Pulau Ase

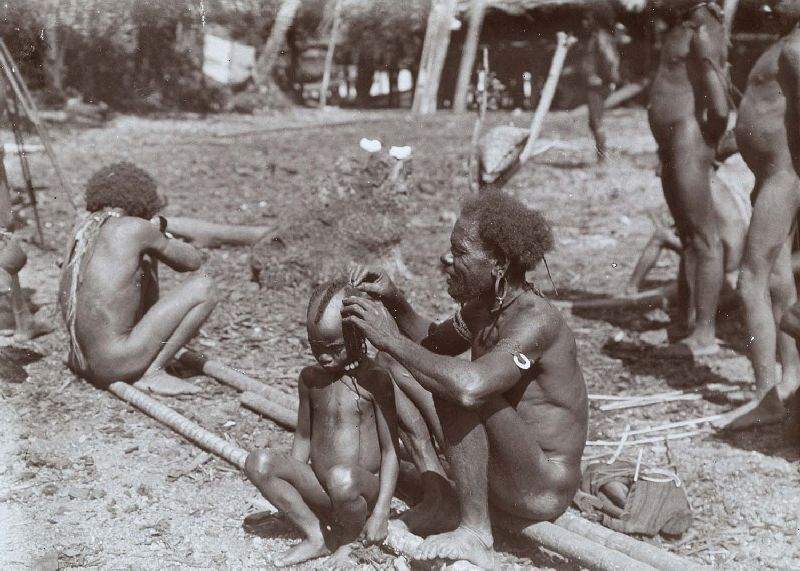
1907. Tropenmuseum

Pulau Ase är en ö i Indonesien.   Den ligger i provinsen Papua, i den östra delen av landet, 3 800 km öster om huvudstaden Jakarta.